# Ізоплети
Ізоплети (рос. изоплеты, англ. isopleths, нім. Isoplethen f pl, Linien f pl gleicher Werte m pl) —
1. Ізолінії, що графічно відображають певну фізичну величину як функцію двох змінних (наприклад, інтенсивність сонячної радіації залежно від пори року тощо). Будуються у прямокутній системі координат.
2. Лінії рівних величин температури ґрунту.
Розрізняють хроноізоплети (наприклад, добовий або річний перебіг температур на глибині), топоізоплети (наприклад, І. солоності води у водоймі в залежності від глибини та віддаленості від берега) та термоізоплети.